# Cordylospasta fulleri
Cordylospasta fulleri» es una especie de coleóptero de la familia Meloidae.

## Distribución geográfica
Habita en Nevada (Estados Unidos).